# Коханский, Леонид
Леонид Коханский (Коханьский, пол. Leonid Kochański; 25 октября 1893, Орёл — 12 января 1980) — пианист польско-еврейского происхождения. Брат скрипача Павла Коханьского и виолончелиста Эли Коханского; настоящая фамилия братьев, по некоторым сведениям, была Кахане (пол. Kahane).

## Биография
Родился 25 октября 1893 года в Орле.
Окончил Лейпцигскую высшую школу музыки (1910), ученик Леонида Крейцера. В 1925 году по рекомендации своего учителя прибыл в Японию, в июне дебютировал на японской сцене с программой из произведений Вольфганга Амадея Моцарта. До 1931 года профессор Токийской школы музыки; покинул Японию по истечении контракта (его сменил Лео Сирота), однако затем в 1953—1966 годах вновь преподавал в Японии, в Токийском университете искусств и в музыкальной академии Мусасино. Среди учеников Коханского, в частности, композитор Сабуро Морои, пианисты Мотонари Игути и Хироко Накамура.